# 长沙王陵公园

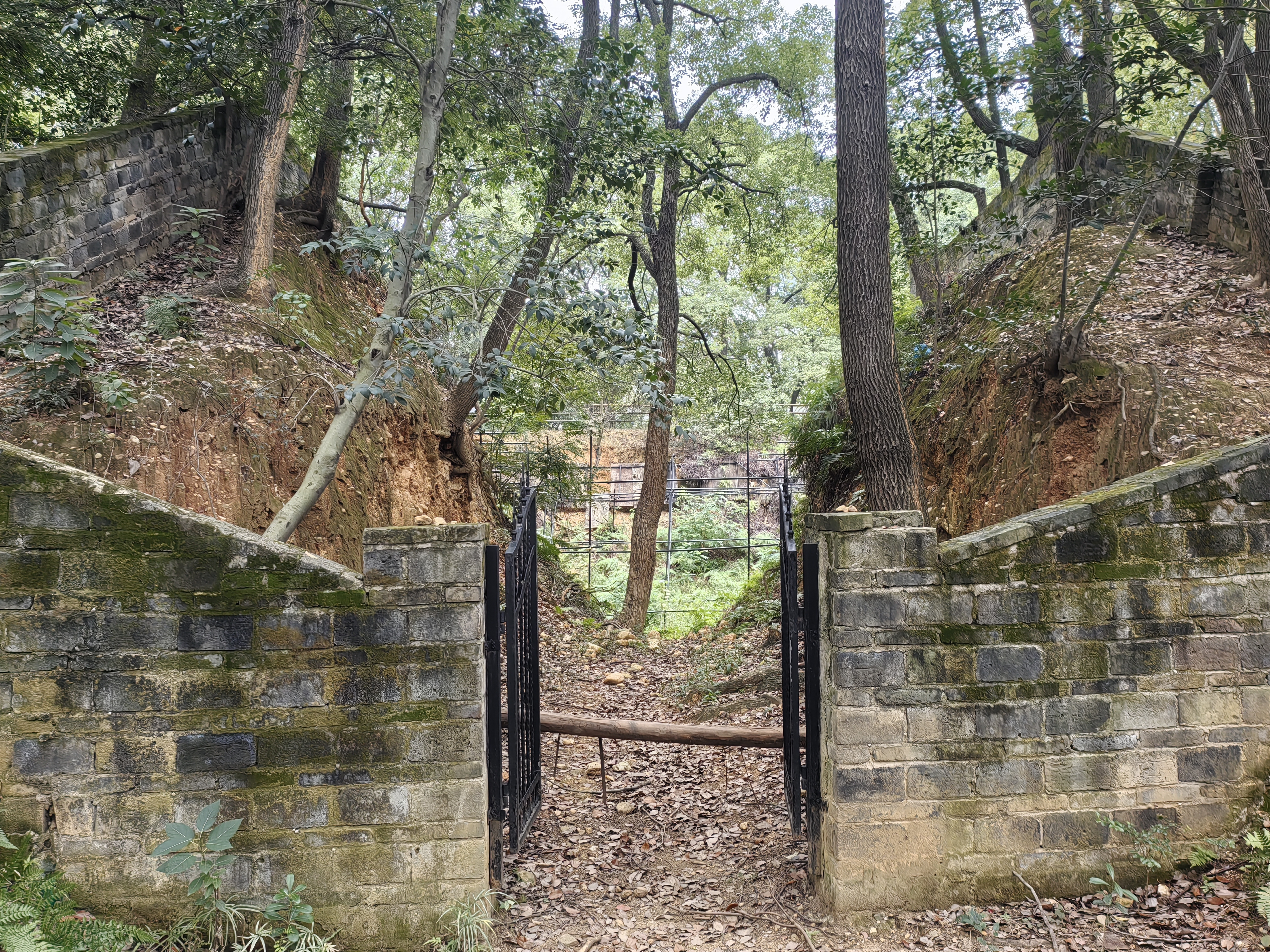
公園內的吴著墓

长沙王陵公园（望月公园）为湖南省长沙市湘江以西岳麓区主城区公园。位于银盆南路与咸嘉湖路交汇处西北，龙王港（河流）以西，公园正门入口距营盘路湘江隧道河西咸嘉湖路出入口100余米。公园核心部分系西汉长沙王吴芮家族墓群，为全国重点文物保护单位；总体以自然景观为主。园区占地15公顷，其中3座山约6.97公顷，占46.5％；平缓地约6.03公顷。地势西高东低，以丘陵为主，有象鼻山、扇形山和狮子山3座山，三山海拔分别为73.7米、76.3米、76.9米。园区绿地覆盖率约为96.2％，内有树木约120种2万多株，主要树种有樟树、桂花、雪松、杜英、蒲葵、玉兰、金钱松、垂柳、马尾松、水杉、龙柏、海桐、罗汉松等。公园总体布局分为一线两区，一线即环公园的主题景观步行道；两区即历史文化保护区和生态文化休闲区，其中的历史文化保护区包括象鼻嘴、扇形山、狮子山三座山及旱溪沟的用地，属于汉王墓的保护范围。
长沙王陵公园始建于1993年，初期定名为“王陵公园”，1993年8月18日更名为“望月公园”；2004年拟改扩建时恢复原名。